# فرودگاه ترنتون–مرسر
فرودگاه ترنتون-مرسر (به انگلیسی: Trenton-Mercer Airport) یک فرودگاه همگانی با کد یاتا TTN است که یک باند فرود آسفالت دارد و طول باند آن ۱۸۳۱ متر است. این فرودگاه در شهر ترنتون کشور ایالات متحده آمریکا قرار دارد و در ارتفاع ۶۴٫۹ متری از سطح دریا واقع شده‌است.

## شرکت‌های هواپیمایی و مقصدهای پروازی
| شرکت‌های هواپیمایی | مقصدهای پروازی |
| ----------------- | -------------- |
| Air Tanzania      | ژولیوس نیرر    |
| Fastjet           | ژولیوس نیرر    |